# 1952

## Събития
- 7 февруари – Елизабет II официално е обявена за кралица на Обединеното кралство.
- 14 февруари – 25 февруари – Провеждат се Шестите зимни олимпийски игри в Осло, Норвегия.
- 15 февруари – Погребан е Крал Джордж VI.
- 4 март – Роналд Рейгън се жени за Нанси Дейвис.
- 11 април – След повреда на два от двигателите, самолетът при полет 526A на „Пан Ам“ е приводнен близо до летище „Сан Хуан-Исла Гранде“, Сан Хуан, Пуерто Рико, но това причинява смъртта на 52 души.
- 19 юли – 3 август – Провеждат се Петнадесетите летни олимпийски игри в Хелзинки, Финландия.
- октомври – Отворена е новопостроената централа на ООН в Ню Йорк, по проект на архитектите Льо Корбюзие и Оскар Нимайер.
- 4 ноември – Земетресение в Камчатка, Русия, впоследствие изригват вулкани.

## Родени
- Мигел Руис, мексикански автор
- Мухтар Кент, турски бизнесмен
- Самюел Амеу, бенински дипломат
- Фернанду Жузе ди Франса Диаш Ван-Дунем, анголски политик
- 1 януари – Миле Китич, босненски певец
- 5 януари – Ули Хьонес, германски футболист
- 7 януари
  - Франц Йозеф Чернин, австрийски писател
  - Цоньо Василев, български футболист и треньор
- 17 януари – Иля Прокопов, български историк и нумизмат
- 20 януари – Йордан Караджов, български рок певец
- 28 януари – Ефрем Каранов, български фолклорист
- 15 февруари
  - Томислав Николич, сръбски политик
  - Николай Сорокин, съветски руски театрален и киноактьор, театрален режисьор († 2013 г.)
- 16 февруари – Иво Папазов, български музикант
- 17 февруари – Антонина Стоянова, Първа дама на България (1997 – 2002)
- 19 февруари – Данило Тюрк, Президент на Словения
- 21 февруари – Нери Терзиева, българска журналистка († 2022 г.)
- 22 февруари – Ромас Каланта, литовски национален герой († 1972 г.)
- 1 март – Стивън Барнс, американски писател
- 3 март – Иван Тишански, български футболист
- 11 март
  - Дъглас Адамс, британски писател († 2001 г.)
  - Здравко Митков, български режисьор
- 23 март
  - Ким Робинсън, американски писател
  - Панайот Карагьозов, български филолог
- 27 март – Мария Шнайдер, френска актриса († 2011 г.)
- 29 март
  - Джон Хендрикс, американски бизнесмен
  - Теофило Стивенсон, кубински боксьор († 2012 г.)
- 4 април
  - Гери Мур, британски китарист († 2011 г.)
  - Станислав Даскалов, български дипломат
- 8 април – Йълдъз Ибрахимова, българска певица
- 17 април – Желко Ражнатович, сръбски военен командир († 2000 г.)
- 18 април – Венцислав Божилов, български футболист
- 25 април – Кетил Бьорнстад, пианист, композитор, писател
- 27 април
  - Ваня Цветкова, български политик
  - Ари Ватанен, финландски спортист и политик
  - Горан Стефановски, писател от Република Македония
- 29 април – Дейвид Айк, британски писател
- 6 май
  - Кристиан Клавие, френски актьор
  - Майкъл О'Хеър, американски актьор († 2012 г.)
- 20 май – Роже Мила, камерунски футболист
- 24 май – Антон Сираков, български политик и адвокат
- 25 май – Петър Стоянов, български политик и президент на България (1997 – 2002)
- 2 юни – Атанас Александров, български футболист
- 7 юни
  - Лиъм Нийсън, британски актьор
  - Орхан Памук, турски писател, лауреат на Нобелова награда за литература за 2006 г.
- 13 юни – Цветана Божурина, българска волейболистка
- 30 юни – Димитър Лавчев, български виртуозен гъдулар, свирещ народни изпълнения, известни като „плачещата гъдулка“
- 1 юли – Дан Акройд, канадски актьор
- 3 юли – Лора Браниган, американска певица и актриса от ирландски произход
- 5 юли
  - Пламен Сираков, български театрален и кино актьор († 2025 г.)
  - Румен Овчаров, български политик
- 9 юли
  - Андрей Желязков, български футболист
  - Димо Димчев, арумънски писател
- 12 юли
  - Цветан Теофанов, български арабист
  - Ирина Бокова, български политик
- 14 юли – Джеф Линдзи, американски писател
- 28 юли – Константин Андреев, български дипломат († 2023 г.)
- 1 август – Зоран Джинджич, сръбски политик
- 3 август – Освалдо Ардилес, аржентински футболист и треньор
- 5 август – Георги Мамалев, български актьор
- 17 август – Нелсън Пикет, бразилски пилот от Формула 1
- 18 август – Патрик Суейзи, американски актьор, танцьор и певец († 2009 г.)
- 20 август – Хари Мутума Катурима, кенийски дипломат
- 21 август – Глен Хюз, английски рокмузикант и певец
- 2 септември – Джими Конърс, американски тенисист
- 7 септември
  - Ваньо Костов, български футболист
  - Войн Войнов, български футболист и треньор по футбол
- 12 септември – Зелимхан Яндарбиев, чеченски политик
- 15 септември – Иван Притъргов, български футболист
- 16 септември
  - Мики Рурк, американски актьор
  - Фатос Нано, албански политик, премиер на Албания (1991), (1997 – 1998), (2002 – 2005)
- 5 октомври
  - Клайв Баркър, британски писател
  - Емомали Рахмон, таджикски политик
- 7 октомври
  - Владимир Путин, президент и двукратно председател на Съвета на министрите на Руската Федерация
  - Валентин Василев, български политик
  - Любомир Иванов, български математик
- 12 октомври – Ева Найденова, българска поп певица
- 24 октомври – Светослав Пейчев, български писател, хуморист, сатирик и поет
- 27 октомври – Франсис Фукуяма, американски философ
- 2 ноември – Азиз Йълдъръм, президент на Фенербахче
- 5 ноември – Олег Блохин, украински футболист
- 9 ноември – Хасан Исаев, български борец
- 10 ноември – Борислав Средков, български футболист
- 16 ноември – Натанаил Неврокопски, български духовник и архиерей
- 17 ноември – Роман Огаза, полски футболист († 2006 г.)
- 20 ноември – Бранимир Балачев, български политик и адвокат
- 21 ноември – Дебора Шелтън, американска актриса
- 28 ноември – Дейвид Зиндел, американски писател
- 5 декември
  - Алън Симонсен, датски футболист и треньор
  - Алан Симонсен, датски футболист и треньор
  - Стоян Сталев, български юрист и дипломат
- 24 декември – Константин Цеков, български музикант
- 26 декември – Франческо Грациани, италиански футболист

## Починали
- Никола Апостолов, български политик
- Христо Станишев, български инженер и политик
- Цвятко Бобошевски, български политик
- 5 януари – Христо Татарчев, български революционер (р. 1869 г.)
- 28 януари – Николае Бацария, румънски писател
- 6 февруари
  - Георги Шпагин, руски оръжеен конструктор
  - Джордж VI, крал на Обединеното кралство
- 19 февруари – Кнут Хамсун, норвежки писател, лауреат на Нобелова награда за литература през 1920 г. (р. 1859 г.)
- 7 март – Парамаханса Йогананда, индийски гуру (р. 1893 г.)
- 21 април – Любомир Стоенчев, български военен и революционер
- 1 май – Владимир Поптомов, български политик
- 6 май – Ангелко Кръстич, сръбски писател
- 2 юни – Наум Торбов, български архитект
- 18 юни – Ефим Боголюбов, украински/немски шахматист (р. 1889 г.)
- 27 юни – Кръстьо Хаджииванов, български поет
- 26 юли – Ева Перон, аржентинска актриса и политик
- 27 август – Кръстьо Сарафов, български драматичен актьор
- 11 октомври – Евгений Босилков, първият българин, обявен за мъченик на католическата вяра (р. 1900 г.)
- 28 октомври – Виктор Яшин, руски летец (р. 1922 г.)
- 31 октомври – Никола Стоицев, български учител
- 4 ноември – Иван Лазаров, български скулптор
- 18 ноември – Пол Елюар, френски поет
- 28 ноември – Елена Петрович Негош, италианска кралица
- 29 ноември – Свен Хедин, шведски изследовател (р. 1865 г.)
- 4 декември – Карен Хорни, германски психолог
- 23 декември – Тачо Хаджистоенчев, български революционер
- 28 декември – Александрин фон Мекленбург-Шверин, кралица на Дания (р. 1879 г.)
- 30 декември – Йордан Стубел, български поет

## Нобелови награди
- Физика – Феликс Блох, Едуард Милс Пърсел
- Химия – Арчър Мартин, Ричард Синг
- Физиология или медицина – Селман Ваксман
- Литература – Франсоа Мориак
- Мир – Алберт Швайцер